# Palazzi Federici

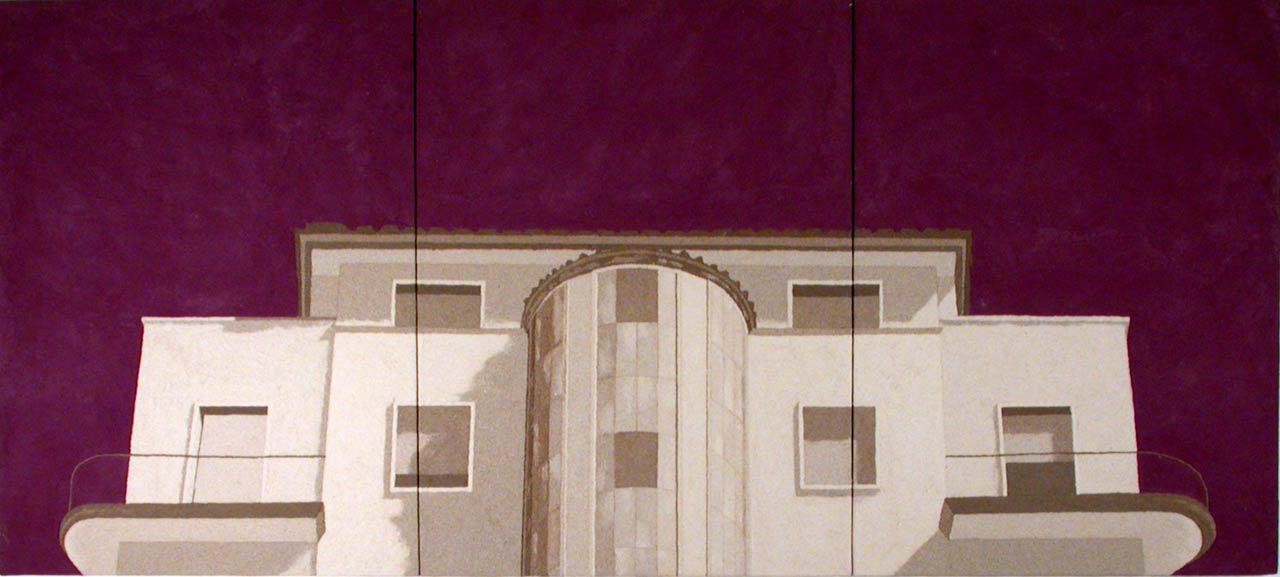
Un dipinto dell'artista Massimo Catalani che raffigura un dettaglio dei Palazzi Federici.

I palazzi Federici costituiscono un blocco residenziale di grandi dimensioni nella città di Roma, comprendente 26 scale e 650 appartamenti, progettato nel 1931 dall'architetto razionalista Mario De Renzi.

## Storia e descrizione
Il Governatorato di Roma, nel corso degli anni Trenta, dà seguito alla forte domanda di alloggi per famiglie sfrattate con  la costruzione di enormi complessi residenziali convenzionati e ad alta densità abitativa nelle aree semiperiferiche e periferiche della città.
Mario De Renzi è l’autore della «forse più gigantesca casa convenzionata» (Insolera) realizzata, tra il 1931 e il 1937, dall’Impresa Elia Federici (una delle più grandi e note dell’epoca). La casa nota come Palazzi Federici viene realizzata per il quartiere Nomentano, in Viale XXI Aprile in prossimità di piazza Bologna, dove nel 1933, si avvia la costruzione del Palazzo delle poste di Mario Ridolfi e Mario Fagiolo. Lo stesso De Renzi, nel 1933, è impegnato con Adalberto Libera nella realizzazione del Palazzo delle poste di via Marmorata per il quartiere Aventino.
Il tema progettuale principale svolto da De Renzi per i Palazzi Federici è quello dell’isolato urbano (l’area occupata è di 15.400 metri quadrati di cui ben 5.800 coperti) rispetto al quale i dislivelli del terreno sono risolti con terrazzamenti. In questo modo si origina il sistema articolato delle corti e degli atrii individuati da portici, nel quale si concentra il valore espressivo del complesso architettonico denso di particolari decorativi (fontane e aiuole) e rimandi e suggestioni a possibili scenari futuristi composti nell’articolazione delle prospettive (mai assiali) e delle diverse altezze dei corpi di fabbrica (comprese tra 30 e 42 metri secondo quanto poi normato dal Regolamento edilizio del 1934) dalle curvature dei balconi in aggetto e in alcune pensiline, con i volumi delle torri in ferro e vetro dei corpi scala (in particolare nell’effetto prodotto dall’illuminazione notturna).
De Renzi reinterpreta quindi la tradizione dell’architettura romana nella predisposizione dell’impianto generale, definito dalla rotazione e ribaltamento di uno stesso alloggio, sia nell’alloggio tipo, dove l’ingresso ricorda l’impluvium, rispetto al quale si aprono tutte le stanze. Il trattamento della partitura dei prospetti insiste sulla verticalità e, su strada, culmina in una sorta di altane moderne, mentre il trattamento delle superfici si risolve in mattoni per le fasce basamentali che contengono negozi e servizi e intonaco negli alzati residenziali.
Si realizza una sorta di città nella città dove 29 corpi scala servono 442 alloggi di vario taglio (per un totale di circa 1500 vani). Al piano terra nel progetto originario si aprono settanta negozi e una sala cinematografica per 1600 posti, trasformata nel 1968 in supermercato. Fino agli anni '50 la sala fungeva da teatro, nel quale si svolgevano spettacoli di varietà. Tutte le star dell’avanspettacolo si sono esibite qui, da Wanda Osiris a Renato Rascel, continuando con Aldo Fabrizi ed un giovane Alberto Sordi. 

## Critica architettonica
I Palazzi Federici rappresentano un pezzo di città che, come sottolinea Antonino Saggio, superano, insieme ad altre opere di De Renzi, le secche del contesto romano e nella loro complessità, nelle soluzioni alla casa convenzionata, non sfuggono alla sensibilità di Ettore Scola che lo assume a unico scenario dei suoi film Una giornata particolare e Romanzo di un giovane povero.
Bruno Zevi considerava i Palazzi Federici un’architettura futurista, uno scatto d’orgoglio che faceva intravedere la nuova città della cultura di massa, della modernità e della metropoli, liberandosi finalmente dallo sguardo perennemente rivolto all’indietro del barocchetto, del deco, della romanità.
Renato Nicolini, ha scritto nel 2003 che "la casa di via XXI Aprile, oggi vergognosamente sconciata dalla trasformazione in supermercato del cinema che De Renzi aveva progettato come una vera estensione collettiva dell’abitazione privata" è "forse la costruzione di Roma Anni Trenta che meglio interpreta lo spirito della metropoli, della contemporanea grande città europea – che invece la retorica mussoliniana negava ed esorcizzava, in favore di una fantasmatica (e fantomatica) riapparizione dell’antica gloria imperiale nel segno della terza Roma". Secondo Nicolini, l'edificio "è il primo (ed ancora oggi tra i migliori, se non il migliore) esempio di una Roma che finalmente accetta il suo destino di metropoli. È una casa progettata sapendo che sarebbe stata riempita dalla vita di centinaia di famiglie, che ne avrebbero fissato il senso oltre le possibilità ed i limiti della forma architettonica".

## Le pietre d'inciampo

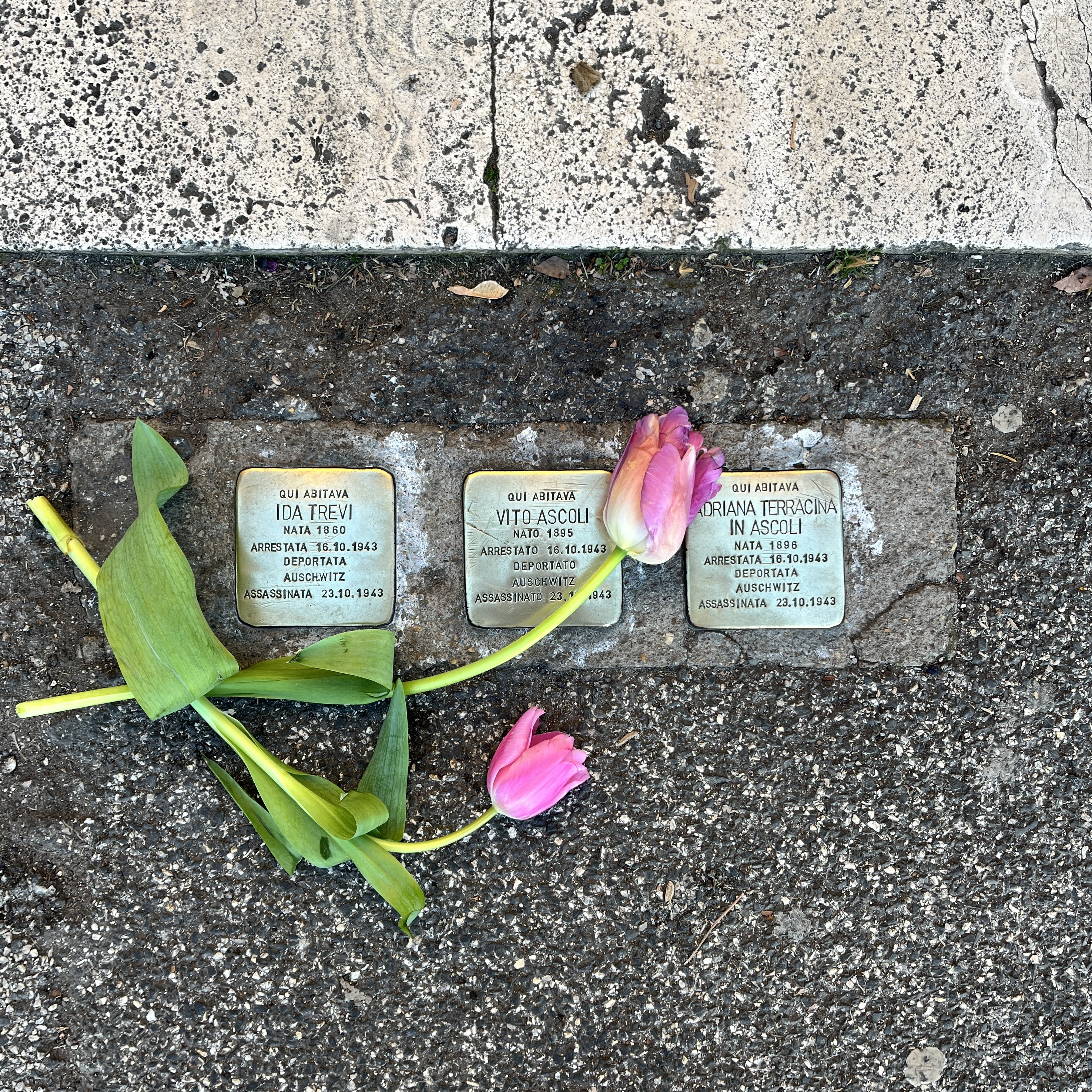
Le pietre d'inciampo di fronte all'ingresso di Viale Ventuno Aprile 21, con i fiori posti in occasione del giorno della memoria il 27 gennaio 2025.

Presso i Palazzi Federici sono presenti 3 pietre d'inciampo, in corrispondenza dell'ingresso di Viale Ventuno Aprile 21. Si tratta di targhe commemorative inserite nel marciapiede per ricordare la deportazione nei campi di sterminio nazisti dei seguenti 3 cittadini abitanti nei Palazzi Federici, tutti appartenenti alla stessa famiglia di origine ebraica:
- Ida Trevi, nata ad Ancona nel 1860, arrestata il 16 ottobre 1943, deportata nel campo di concentramento di Auschwitz e lì assassinata il 23 ottobre 1943, all'età di 83 anni[4];
- Vito Ascoli, figlio di Ida Trevi e marito di Adriana Terracina, nato a Roma nel 1895, arrestato il 16 ottobre 1943, deportato nel campo di concentramento di Auschwitz e lì assassinato il 23 ottobre 1943, all'età di 48 anni[5];
- Adriana Terracina, moglie di Vito Ascoli, nata a Roma nel 1896, arrestata il 16 ottobre 1943, deportata nel campo di concentramento di Auschwitz e lì assassinata il 23 ottobre 1943, all'età di 47 anni[6].

## Film girati nei Palazzi Federici
- Una giornata particolare, film del 1977 diretto da Ettore Scola, con Marcello Mastroianni e Sophia Loren.
- Romanzo di un giovane povero, film del 1995 diretto da Ettore Scola, con Rolando Ravello, Alberto Sordi, Mario Carotenuto e Isabella Ferrari.
- Scena iniziale di Smetto quando voglio, film del 2014 diretto da Sidney Sibilia, con Edoardo Leo, Valeria Solarino e Valerio Aprea.

## Presenza di artisti
- Francesco Di Giacomo, voce solista del gruppo Banco del Mutuo Soccorso, ha soggiornato nei Palazzi Federici dall'età di 13 anni[7].
- Massimo Catalani, pittore, soggiorna e ha lo studio presso i Palazzi Federici[8].